# Je lui dirai
Albums de Nicole Martin
L'Hymne à l'amour Ne t'en va pas
Je lui dirai est le 7e album studio de Nicole Martin. L'album est sorti en 1977 chez Disques Martin et est certifié « disque platine » peu après sa parution, pour la vente de plus de 100 000 exemplaires. Il est aussi lancé au Japon avec un titre bonus, à savoir la chanson « Bonsoir tristesse » (texte de Magali Déa, musique de Francis Lai, durée : 3:15).

## Liste des titres
| No  | Titre                           | Paroles             | Musique        | Durée |
| --- | ------------------------------- | ------------------- | -------------- | ----- |
| 1.  | Rien n’est impossible           | Jocelyne Berthiaume | Angelo Finaldi | 3 :15 |
| 2.  | J’ai peur                       | Laurence Matalon    | Jean Musy      | 4 :05 |
| 3.  | Maintenant ou jamais            | Jocelyne Berthiaume | Angelo Finaldi | 3 :41 |
| 4.  | La fin du monde                 | Michèle Vendôme     | Philippe Monay | 3 :58 |
| 5.  | Quand on s’en va le cœur oublie | Catherine Desage    | Francis Lai    | 4 :19 |
| 6.  | Bravo                           | Jocelyne Berthiaume | Angelo Finaldi | 3 :00 |
| 7.  | Cet enfant de toi               | Laurence Matalon    | Jean Musy      | 3 :25 |
| 8.  | Je lui dirai                    | Magali Déa          | Francis Lai    | 5 :06 |
| 9.  | Prends-moi                      | Jocelyne Berthiaume | Angelo Finaldi | 3 :19 |
| 10. | Vivre d’amour                   | Catherine Desage    | Francis Lai    | 3 :15 |

## Singles extraits de l'album
- Je lui dirai
- Cet enfant de toi
- Rien n’est impossible[5]
- Maintenant ou jamais
- Bravo
- Vivre d’amour
- J’ai peur
- La fin du monde
- Quand on s’en va le cœur oublie

## Autres informations - Crédits
- Producteur : Yves Martin
- Réalisation : Jean Musy, Kelly Kotera, Yves Martin
- Arrangements orchestraux : Jean Musy, Angelo Finaldi
- Graphisme : Roger Belle-Isle
- Photographie : Daniel Poulin
- Promotion : Luc Casavant